# Susanna Camusso
Susanna Camusso (ur. 14 sierpnia 1955 w Mediolanie) – włoska działaczka związkowa, od 2010 do 2019 sekretarz generalny Włoskiej Powszechnej Konfederacji Pracy (CGIL), najliczniejszej w tym czasie centrali związkowej we Włoszech.

## Życiorys
Podjęła nieukończone studia z zakresu archeologii na Uniwersytecie w Mediolanie. W 1975 została etatową działaczką związkową jako koordynatorka do spraw szkoleniowych w federacji metalowców FLM w Mediolanie. W 1977 przeszła do pracy w FIOM, związku zawodowym przemysłu metalowego zrzeszonym w CGIL. Do 1997 pracowała m.in. w jej sekretariacie miejskim w Mediolanie, regionalnym w Lombardii i krajowym. Należała w międzyczasie do rozwiązanej w pierwszej połowie lat 90. Włoskiej Partii Socjalistycznej.
W 1997 objęła stanowisko sekretarza regionalnego FLAI (związku zawodowego sektora rolno-przemysłowego) w Lombardii. W 2001 została sekretarzem CGIL w tym samym regionie. W 2005 współtworzyła kobiecą organizację „Usciamo dal silenzio”.
W 2008 sekretarz generalny konfederacji Guglielmo Epifani powołał ją w skład sekretariatu krajowego. W maju 2010 została jego zastępczynią, a w listopadzie tegoż roku została wybrana na nowego sekretarza generalnego Włoskiej Powszechnej Konfederacji Pracy (jako pierwsza kobieta w historii tej organizacji). W maju 2014 utrzymała tę funkcję na kolejną kadencję, kończąc urzędowanie w styczniu 2019.
W 2022 z ramienia Partii Demokratycznej została wybrana w skład Senatu XIX kadencji.